# Wikrowo (gmina Pasłęk)
Wikrowo – wieś w Polsce, położona w województwie warmińsko-mazurskim, w powiecie elbląskim, w gminie Pasłęk.
W latach 1975–1998 miejscowość należała administracyjnie do województwa elbląskiego.
Wraz z Dawidami i Siódmakiem wchodzi w skład sołectwa Stegny.
Wikrowo jest położone około 1,8 km od Stegien.